# Pétrel de Barau
Pterodroma baraui
Espèce
Statut de conservation UICN

 EN B2ab(iii,v) : En danger
Le Pétrel de Barau (Pterodroma baraui), aussi appelé taille-vent ou fouquet, est une espèce d'oiseaux marins endémique de La Réunion, dans le sud-ouest de l'océan Indien. Il appartient à la famille des Procellariidae.
Bien que l'espèce fût connue depuis longtemps des populations locales, elle n'a été décrite par les scientifiques que dans les années 1960.
C'est de tous les pétrels du monde, celui qui niche le plus haut, entre 2 000 et 2 800 m d'altitude.
Les colonies de nidification subissent une mortalité importante causée par les chats et les rats, prédateurs introduits sur l'île par l'Homme. Les oiseaux sont également très sensibles à la pollution lumineuse, qui perturbe notamment les jeunes lors du premier envol, pouvant ainsi se terminer tragiquement.
En raison de ces menaces, l'espèce figure depuis 1988 sur la liste rouge de l'UICN où elle est actuellement classée comme espèce en danger d'extinction. Elle est protégée intégralement par arrêté ministériel du 17 février 1989.

## Description

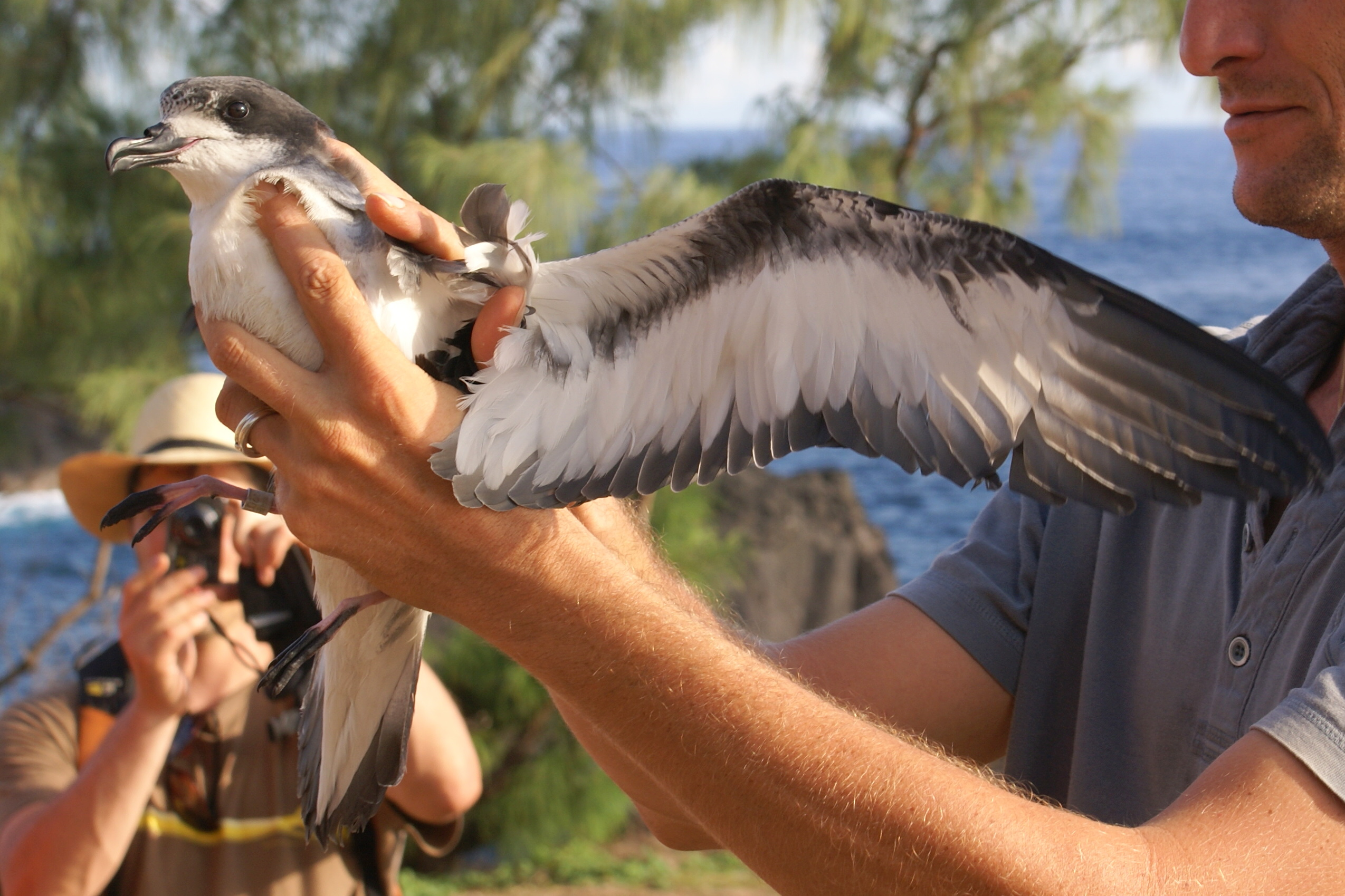
Sur ce jeune pétrel de Barau récupéré échoué sur un stade de football et sur le point d'être relâché en bord de mer, on observe bien la bande alaire noire et les pattes bicolores.

Le Pétrel de Barau est un oiseau de taille moyenne à l'allure élancée. Le corps atteint en général une longueur de 38 cm pour une envergure de 96 cm et un poids moyen adulte de 340 g. Il est à peine plus court que le Puffin du Pacifique (Puffinus pacificus) mais d'aspect un peu plus massif. Des quatre représentants nicheurs à La Réunion de la famille des Procellariidae, le Pétrel de Barau est donc l'un des deux plus grands.
Le plumage alterne des parties grises et des parties blanches. Le dessus de la tête et du cou est gris noirâtre, ainsi que les rémiges et les rectrices. Le dos et le dessus des ailes sont gris bleuté avec une bande plus sombre qui forme un "M" vu de dessus. Le front est blanc, le dessous du corps et des ailes est également blanc, sauf un liseré noir qui borde les ailes à l'arrière, à la pointe et barre l'intérieur en diagonale.
Le bec est noir, épais et court. Les pattes sont de couleur claire sauf l'extrémité des doigts qui est noire.
Les mâles et les femelles sont semblables, les juvéniles immatures ressemblent aux adultes avec parfois quelques restes de duvet sur la tête.

## Histoire
La première mention du taille-vent est rapportée par Jean-Baptiste Bory de Saint-Vincent dans le récit de son exploration du piton de la Fournaise en 1801. Il n'a cependant l'opportunité d'observer que des charniers de têtes abandonnées par les chasseurs. Ses propos se contentent donc de rendre compte des habitudes de capture et de consommation, telles que les habitants les lui décrivent.
Il faudra attendre la deuxième partie du XXe siècle pour que les ornithologues réalisent qu'il s'agit là d'une espèce différente des autres oiseaux marins connus de La Réunion, unique et encore inconnue.
La première description scientifique est ainsi réalisée par Christian Jouanin sur un spécimen capturé vivant en 1963 sur une plage du nord de l'île. Elle est alors rapprochée de spécimens naturalisés du Muséum d'histoire naturelle de La Réunion faussement étiquetés “Pterodroma cooki”. Jouanin baptise d'abord cette nouvelle espèce Bulweria baraui. L'épithète baraui rend hommage à Charles-Armand Barau (1921-1989), un ingénieur agronome et homme politique, passionné d'ornithologie, correspondant local du Muséum national d'histoire naturelle.
On ignore cependant encore à ce moment-là où et comment se reproduisent les Pétrels de Barau. Ce n'est que lors de leur étude de terrain menée de fin 1987 à début 1989, que Vincent Bretagnolle et Carole Attié découvrent pour la première fois deux colonies de nidification de Pétrels de Barau.
On notera pour l'anecdote que les Polonais ont choisi comme nom normalisé pour cette espèce Petrel wulkaniczny, que l'on peut traduire par “Pétrel des volcans”, appellation pertinente pour La Réunion qui avait été initialement proposée par Bernardin de Saint-Pierre pour Pterodroma hasitata, l'espèce homologue des Antilles.

## Comportement
Les Pétrels de Barau sont des oiseaux océaniques migrateurs. Les adultes quittent l'île de La Réunion et ses abords en mars-avril, la saison de reproduction étant terminée, pour se disperser loin vers le nord et surtout l'est de l'océan Indien.
Les adultes reviennent vers leur île natale chaque année à partir de septembre pour se reproduire. Pendant la période de nidification, l'espèce fréquente alors un secteur océanique de pêche plus proche de La Réunion mais s'étendant néanmoins jusqu'à 2 000 km des côtes réunionnaises dans le sud du bassin des Mascareignes et de Madagascar.
En cette saison, il est alors fréquent d'observer des individus ou des groupes qui survolent le littoral ouest en fin de journée avant de rejoindre leurs terriers dans les hauteurs du massif du Piton des Neiges. Ils empruntent les couloirs des rivières ou des grandes ravines, principalement celui de la Rivière Saint-Étienne et celui de la rivière des Galets, et profitent des courants ascendants chauds pour gagner de l'altitude selon une trajectoire spiralée. Lorsque environ 45 minutes après avoir passé les plages, ils parviennent aux colonies vers 2 500 - 2 800 m d'altitude en fonçant le long des parois, ils s'immobilisent brutalement au-dessus de la végétation et se laissent tomber dans les broussailles pour finir d'accéder à leurs nids en marchant maladroitement.

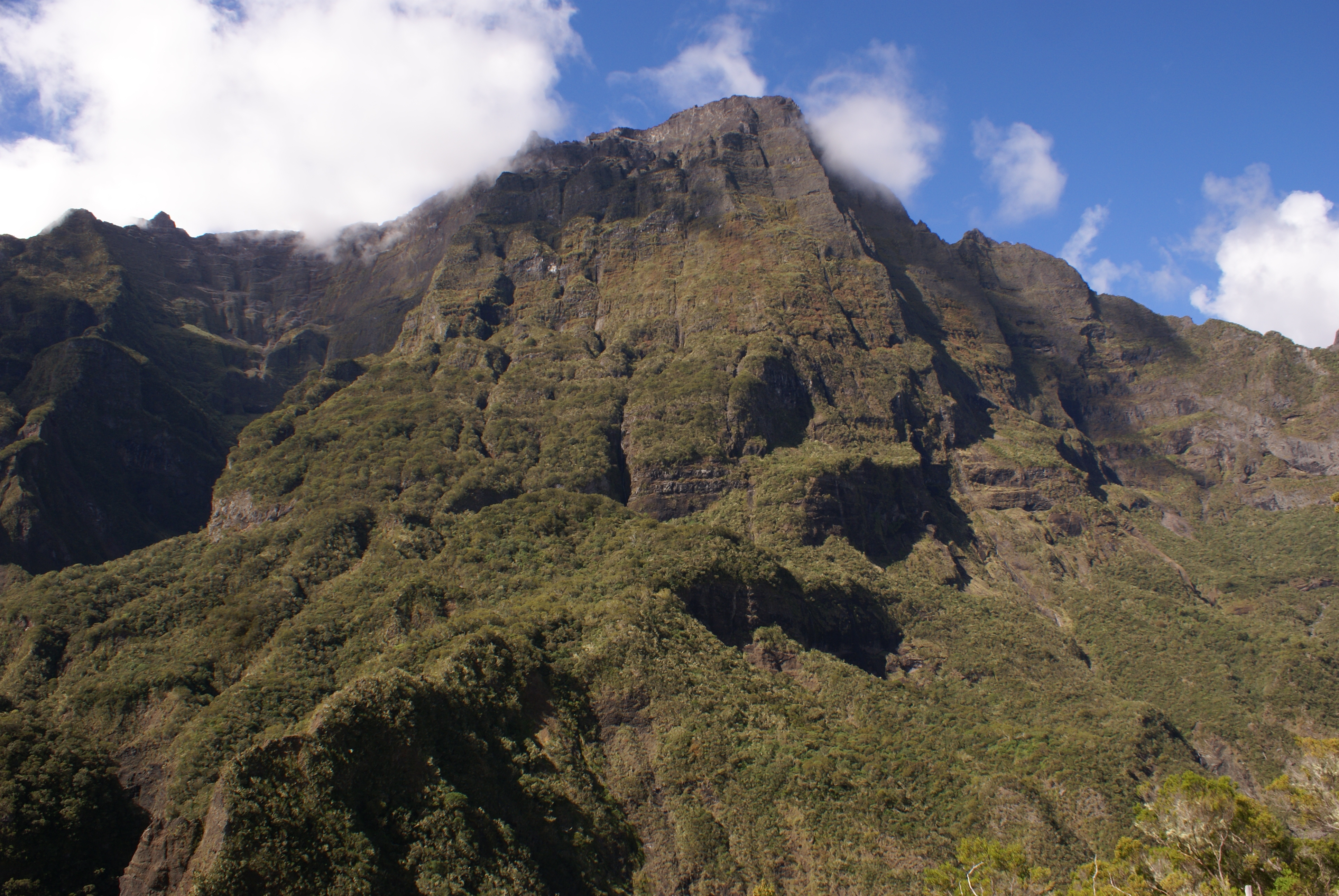
Les replats et les parties boisées des falaises du Gros Morne abritent des zones de nidification des Pétrels de Barau.

Les nids sont généralement creusés dans un sol riche en humus sous la végétation dense arbustive de petits plateaux accrochés aux falaises sous les hauts sommets. L'entrée des terriers mesure environ 10 à 11 cm de haut et 19 cm de large. Ils sont profonds en moyenne de 90 cm à 1 m, mais peuvent atteindre jusqu'à 2 m. Au bout se trouve une chambre d'incubation d'un diamètre de 35 cm. Dans les colonies des zones de plateau, la densité peut atteindre 0,35 terrier/m2. On trouve aussi des terriers, plus rares et plus épars, en zone de falaise ou de crête, où la végétation est moins fournie. Il arrive exceptionnellement que certains nids soient simplement établis à l'abri des rochers sans avoir été creusés.
La femelle, comme chez tous les Pterodroma, ne pond qu'un seul œuf par saison. Celui-ci est couvé par chacun des parents par périodes alternées d'au moins cinq jours. On ne connaît pas encore avec certitude les dates de ponte et d'éclosion. On suppose par comparaison avec des espèces voisines que le poussin éclot au début de janvier après une cinquantaine de jours d'incubation. L'envol des jeunes survient entre début avril et mi-mai.
La technique de décollage des Pétrels de Barau est très particulière. En quittant leur terrier, les oiseaux se laissent rouler dans la pente pour atteindre la falaise d'où ils peuvent s'envoler. Les jeunes se laissent même tomber dans le vide un instant avant de battre des ailes.
Les Pétrels de Barau n'émettent de cris que lorsqu'ils sont en vol au-dessus des terres, le plus souvent en situation de poursuite ou au-dessus des sites de nidification. En mer ou au nid, ils restent silencieux.
En mer, le nom créole de taille-vent n'est pas usurpé car le Pétrel de Barau a un vol caractéristique très vif. Il rase le sommet des vagues, et brusquement, comme on donnerait un coup de couteau, remonte de 10 à 20 m en position perpendiculaire à la mer et redescend ensuite aussi brusquement.
Il se nourrit de calmars, notamment Sthenoteuthis oualaniensis, et de poissons d'une dizaine de centimètres de longueur. En plein océan il est souvent solitaire mais peut aussi s'intégrer à des troupes regroupant plusieurs espèces d'oiseaux.
Les Pétrels de Barau seraient adultes à 4-5 ans et pourraient vivre plus de 30 ans.
D'une manière générale, la connaissance récente de cette espèce, la difficulté d'accès à ses zones de reproduction, ses mœurs nocturnes et sa dispersion océanique font qu'il reste beaucoup à apprendre à son sujet. La pose en avril 2010 de balises Argos de moins de 10 g sur le dos de jeunes Pétrels de Barau devrait en particulier ouvrir la voie à de nouvelles découvertes.

## Population et répartition géographique
Les incertitudes sur les hypothèses de calcul de la population sont encore nombreuses et ne permettent pas de donner de valeurs précises. Le nombre de couples serait compris entre 2 200 selon l'estimation la plus restrictive et 5 000 dans l'évaluation la plus large, ce qui avec les juvéniles représenterait un effectif total de 9 000 à 20 000 individus.
Les Pétrels de Barau ne se reproduisent de nos jours qu'à La Réunion. Un nid a cependant été observé en 1974 sur l'île Rodrigues, des os trouvés à l'île Amsterdam pourraient appartenir à cette espèce et indiquer une nidification ancienne, enfin des individus ont été observés en prospection dans une vallée de l'île Maurice.
À la Réunion, les colonies de nidification se situent à haute altitude près du Piton des Neiges, du Gros Morne ou du Grand Bénare.

## Menaces

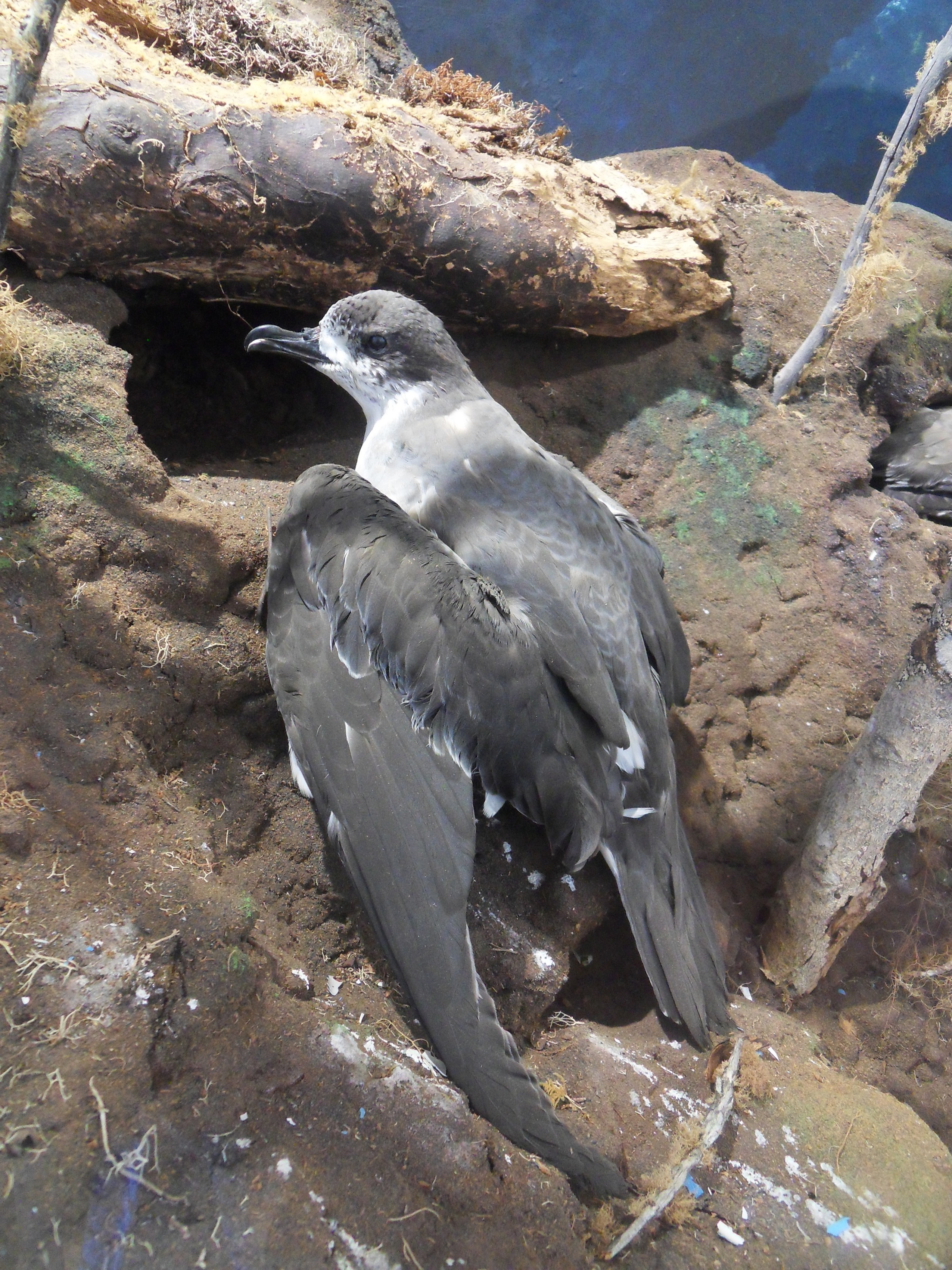
Pétrel de Barau naturalisé au Muséum d'histoire naturelle de La Réunion.

Puisque les têtes de «taille-vent» dont parle Jean-Baptiste Bory de Saint-Vincent en 1801 qui jonchaient les abords de la caverne de Cotte correspondent bien à celles de Pétrels de Barau comme le confirment les relevés faits en 1964, alors historiquement la capture à des fins alimentaires de ces oiseaux, que l'on préparait au sel pour les consommer comme des harengs saurs, a eu un impact très important sur les populations et aurait fait disparaître les colonies du massif du Piton de la Fournaise. Mais actuellement, même si des cas de braconnage au fusil ont fait scandale dans les années 1990 ou si quelques oiseaux tombés sont peut-être ramassés pour être mangés, ce type de menace est devenu marginal.
De nos jours, le principal péril sur les lieux de nidification pour cet oiseau endémique est la prédation par les chats harets. Ces petits félins, issus des chats domestiques abandonnés, qui s'attaquent aux adultes comme aux jeunes sont en effet les ravageurs les plus destructeurs de Pétrels de Barau et les plus dangereux pour la survie de l'espèce. Les indices d'une situation de déclin des effectifs de Pétrels de Barau sont déjà manifestes et les modélisations, y compris les moins pessimistes, concluent à la disparition en quelques dizaines d'années des colonies de pétrels si des chats, même en faible nombre, continuent à venir s'en nourrir. Une étude publiée en 2009 a montré que le régime alimentaire des chats errants dans le secteur des sites de nidification était constitué principalement (60 %) de Pétrels de Barau. La quantification de cet impact montre qu'un seul chat peut tuer jusqu'à 90 pétrels par saison de reproduction. Si on imagine une population de 10 chats dans les zones de nidification, ce serait alors plus de 900 pétrels attaqués et consommés chaque année. Les rats sont également des prédateurs au nid des jeunes et des œufs.
La pollution lumineuse constitue l'autre perturbation majeure. Quand les jeunes Pétrels de Barau quittent leur nid pour rejoindre l'océan et volent pour la première fois, ils sont encore inexpérimentés et peuvent être attirés et trompés par les lumières artificielles. Le phénomène est commun à toutes les espèces nocturnes de pétrels. On pense que d'instinct ces oiseaux se dirigent vers ce qu'ils prennent soit pour le reflet des étoiles sur la mer, soit une présence de calmars, leurs proies habituelles qui sont bioluminescentes. Parfois, le choc avec un lampadaire est fatal ou cause des blessures graves, mais le plus souvent l'oiseau s'échoue simplement au sol. En particulier l'intense lumière des stades est cause d'un pourcentage important des « échouages ». Plus de 220 ont été ramassés lors d'un match de football... Comme il est anatomiquement incapable de décoller hors de la surface de la mer ou de l'à-pic d'une falaise, le jeune pétrel recherche une cachette obscure où il périra de froid, de faim ou dévoré par un chat ou un chien errant.

## Protection

La SEOR a pris pour emblème sur son logo un Pétrel de Barau vu par-dessous

Le Pétrel de Barau fait partie des animaux de La Réunion strictement protégés par la loi depuis 1989.
Depuis 2001, les sites de nidification sont visés par un arrêté de protection de biotope qui délimite deux secteurs, l'un autour du Piton des Neiges et du Gros Morne, l'autre autour du Grand Bénare.
Ces dispositions passives ne sont cependant pas suffisantes en elles-mêmes pour garantir la prospérité des populations. L'espèce bénéficie donc aussi depuis 2008 d'un plan de conservation qui définit les actions prioritaires de sauvegarde à mettre en œuvre.
L'action la plus urgente et la plus essentielle doit viser à évincer les chats d'un large périmètre autour des sites de nidification.
La lutte doit être couplée avec un contrôle des populations de rats pour éviter que ces prédateurs secondaires de poussins et d'œufs profitent d'une place laissée libre. La méthode préconisée s'appuie pour une part sur un programme de prévention contre l'abandon des déchets alimentaires car ceux-ci attirent et maintiennent des effectifs anormalement élevés de chats et de rats dans le milieu naturel : il s'agit principalement d'informer et d'éduquer les randonneurs et aussi d'équiper les gîtes en enceintes à déchets bien étanches. Pour une autre part, la méthode consiste à opérer des captures de chats et des empoisonnements de rats, spécialement avant l'arrivée des premiers oiseaux reproducteurs.
L'autre action majeure concerne les dégâts dus à l'éclairage nocturne
Les dispositifs de sauvetage et de soins doivent être maintenus et renforcés. Ils ont montré leur grande utilité. Ainsi 848 jeunes pétrels de Barau en 2009, 838 en 2010, ont été ramassés par les habitants et confiés à la Société d'études ornithologiques de La Réunion (SEOR). En avril-mai 2021, ce sont plus de 1 500 jeunes pétrels de BarauQuatre qui ont été ramassés -vingt à quatre-vingt-dix pour cent des oiseaux recueillis ont finalement rejoint l'océan, bagués et soignés. Incidemment les mesures et observations collectées enrichissent une base de données qui permet de mieux connaître l'espèce. La même mobilisation sert également aux deux autres espèces menacées par les éclairages mal orientés et par la pollution lumineuse en général : le Pétrel de Bourbon (dont l'espèce ne compte que quelques dizaines de couples) et le Puffin tropical puffin de Baillon (qui niche dans toutes les ravines de la Réunion et des Mascareignes et dont plus de 1200 jeunes sont récupérés et sauvés chaque année).
Parallèlement, tout ce qui peut être entrepris dans le cadre de l'aménagement du territoire et de la sensibilisation des habitants et des élus pour diminuer le risque de désorientation par les lumières extérieures doit être encouragé. Ainsi la ville du Port en 2008, et celle de Saint-Paul en 2009 ont signé avec la SEOR des chartes et conventions de réduction de la pollution lumineuse publique et de soutien au sauvetage des oiseaux échoués.